# UEFA Champions League 2007/08/Manchester United

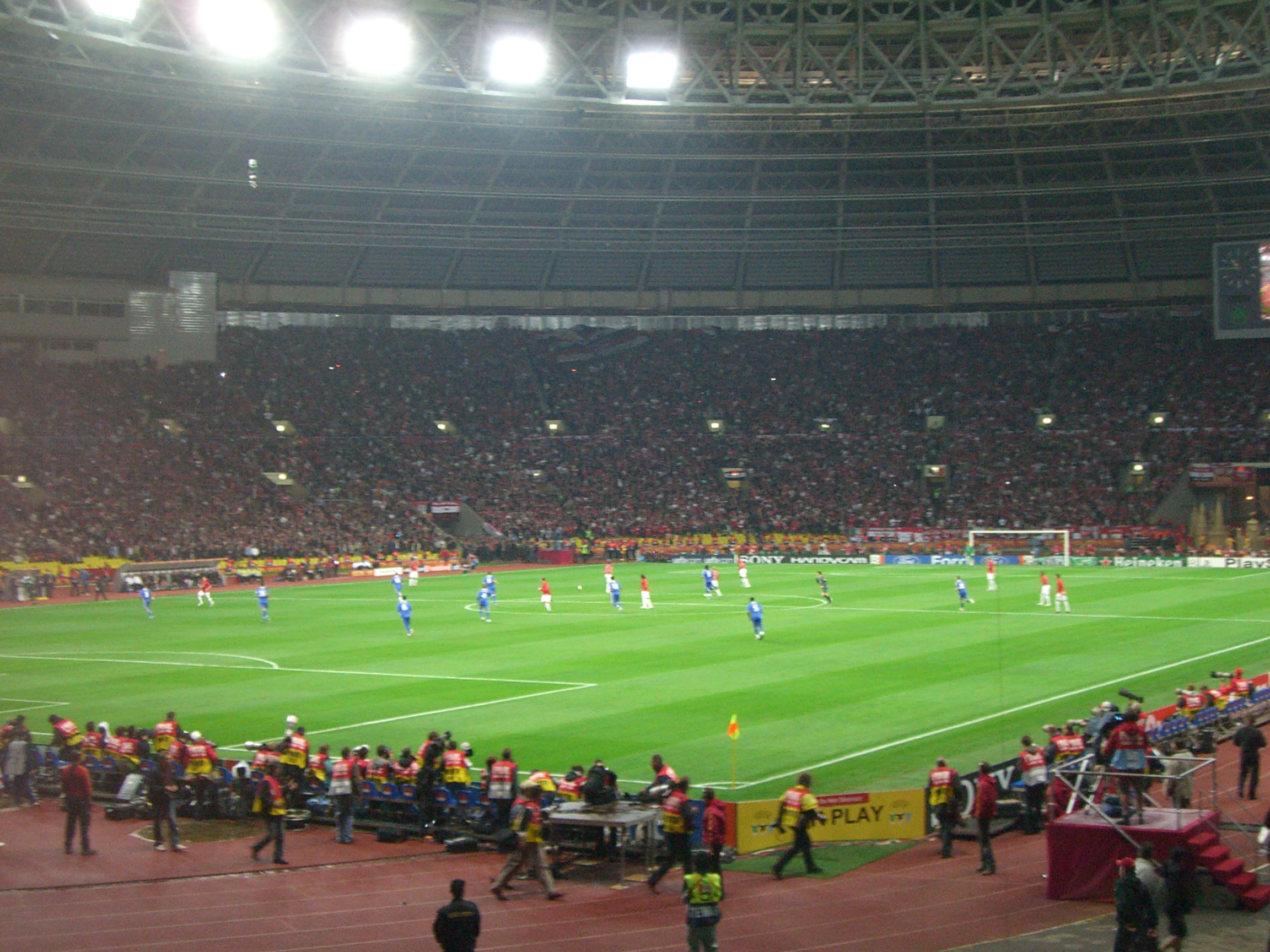
Spielszene aus dem Finale

Der nachstehende Artikel behandelt die Spielstatistiken der Champions-League-Spiele des späteren Siegers Manchester United aus der Saison 2007/08.

## Gruppenphase
Als englischer Meister der Saison 2006/07 war Manchester United automatisch für die Gruppenphase der Champions League qualifiziert.

### Sporting Lissabon – Manchester United 0:1 (0:0)
| Sporting Lissabon                                                                | Sporting Lissabon | Manchester United | Manchester United |
| -------------------------------------------------------------------------------- | --- | --- | ----------------- |
| Sporting Lissabon                                                                | \| 1. Gruppenspiel \| \| Mittwoch, 19. September 2007 um 20:45 Uhr in Lissabon, Estádio José Alvalade XXI \| \| Zuschauer: 48.312 (ausverkauft) \| \| Schiedsrichter: Herbert Fandel ( Deutschland) \| \| Spielbericht \|                      | \| 1. Gruppenspiel \| \| Mittwoch, 19. September 2007 um 20:45 Uhr in Lissabon, Estádio José Alvalade XXI \| \| Zuschauer: 48.312 (ausverkauft) \| \| Schiedsrichter: Herbert Fandel ( Deutschland) \| \| Spielbericht \|                    | Manchester United |
| Sporting Lissabon                                                                | Vladimir Stojković – Abel, Tonel, Ânderson Polga, Ronny (74. Bruno Pereirinha) – Miguel Veloso – João Moutinho , Marat Ismailow (56. Simon Vukčević) – Leandro Romagnoli (68. Milan Purović) – Yannick Djaló, Liédson Cheftrainer: Paulo Bento | Edwin van der Sar – Wes Brown, Rio Ferdinand, Nemanja Vidić, Patrice Evra – Michael Carrick, Paul Scholes, Nani – Ryan Giggs (76. Anderson) – Cristiano Ronaldo (87. Carlos Tévez), Wayne Rooney (72. Louis Saha) Cheftrainer: Alex Ferguson | Manchester United |
| Sporting Lissabon                                                                | 0:1 Cristiano Ronaldo (62.) | | Manchester United |
| Sporting Lissabon                                                                | Romagnoli (16.) | Nani (38.), van der Sar (82.) | Manchester United |
| 1. Gruppenspiel                                                                  | | |                   |
| Mittwoch, 19. September 2007 um 20:45 Uhr in Lissabon, Estádio José Alvalade XXI | | |                   |
| Zuschauer: 48.312 (ausverkauft)                                                  | | |                   |
| Schiedsrichter: Herbert Fandel ( Deutschland)                                    | | |                   |
| Spielbericht                                                                     | | |                   |

### Manchester United – AS Rom 1:0 (0:0)
| Manchester United                                                  | Manchester United | AS Rom | AS Rom |
| ------------------------------------------------------------------ | --- | --- | ------ |
| Manchester United                                                  | \| 2. Gruppenspiel \| \| Dienstag, 2. Oktober 2007 um 20:45 Uhr in Manchester, Old Trafford \| \| Zuschauer: 73.652 \| \| Schiedsrichter: Manuel Mejuto González ( Spanien) \| \| Spielbericht \|                                            | \| 2. Gruppenspiel \| \| Dienstag, 2. Oktober 2007 um 20:45 Uhr in Manchester, Old Trafford \| \| Zuschauer: 73.652 \| \| Schiedsrichter: Manuel Mejuto González ( Spanien) \| \| Spielbericht \|                                                        | AS Rom |
| Manchester United                                                  | Tomasz Kuszczak – John O’Shea, Rio Ferdinand , Nemanja Vidić, Patrice Evra – Cristiano Ronaldo, Michael Carrick, Paul Scholes, Nani (79. Ryan Giggs) – Louis Saha (66. Carlos Tévez), Wayne Rooney (84. Anderson) Cheftrainer: Alex Ferguson | Gianluca Curci – Cicinho, Juan, Philippe Mexès, Max Tonetto – Daniele De Rossi, Alberto Aquilani (61. David Pizarro) – Ludovic Giuly (79. Mauro Esposito), Simone Perrotta, Mancini (74. Mirko Vučinić) – Francesco Totti Cheftrainer: Luciano Spalletti | AS Rom |
| Manchester United                                                  | 1:0 Rooney (70.) | | AS Rom |
| Manchester United                                                  | Mexès (39.) | | AS Rom |
| 2. Gruppenspiel                                                    | | |        |
| Dienstag, 2. Oktober 2007 um 20:45 Uhr in Manchester, Old Trafford | | |        |
| Zuschauer: 73.652                                                  | | |        |
| Schiedsrichter: Manuel Mejuto González ( Spanien)                  | | |        |
| Spielbericht                                                       | | |        |

### Dynamo Kiew – Manchester United 2:4 (1:3)
| Dynamo Kiew                                                          | Dynamo Kiew | Manchester United | Manchester United |
| -------------------------------------------------------------------- | --- | --- | ----------------- |
| Dynamo Kiew                                                          | \| 3. Gruppenspiel \| \| Dienstag, 23. Oktober 2007 um 20:45 Uhr in Kiew, Olympiastadion Kiew \| \| Zuschauer: 42.500 \| \| Schiedsrichter: Viktor Kassai ( Ungarn) \| \| Spielbericht \|                                                                                             | \| 3. Gruppenspiel \| \| Dienstag, 23. Oktober 2007 um 20:45 Uhr in Kiew, Olympiastadion Kiew \| \| Zuschauer: 42.500 \| \| Schiedsrichter: Viktor Kassai ( Ungarn) \| \| Spielbericht \|                                                        | Manchester United |
| Dynamo Kiew                                                          | Oleksandr Schowkowskyj – Tiberiu Ghioane (46. Waljanzin Bjalkewitsch), Goran Gavrančić, Pape Diakhaté, Andrij Nesmatschnyj – Ayila Yussuf – Oleh Hussjew, Diogo Rincon – Corrêa (82. Ruslan Rotan) – Maksim Shatskix (46. Artem Milewskyj), Ismaël Bangoura Cheftrainer: József Szabó | Edwin van der Sar (80. Tomasz Kuszczak) – Wes Brown, Rio Ferdinand, Nemanja Vidić, John O’Shea – Cristiano Ronaldo, Darren Fletcher, Anderson, Ryan Giggs (80. Danny Simpson) – Carlos Tévez (73. Nani), Wayne Rooney Cheftrainer: Alex Ferguson | Manchester United |
| Dynamo Kiew                                                          | 1:2 Rincon (34.) 2:4 Bangoura (78.) | 0:1 Ferdinand (10.) 0:2 Rooney (18.) 1:3 Cristiano Ronaldo (41.) 1:4 Cristiano Ronaldo (68., Foulelfmeter) | Manchester United |
| Dynamo Kiew                                                          | Diakhaté (31.) | | Manchester United |
| 3. Gruppenspiel                                                      | | |                   |
| Dienstag, 23. Oktober 2007 um 20:45 Uhr in Kiew, Olympiastadion Kiew | | |                   |
| Zuschauer: 42.500                                                    | | |                   |
| Schiedsrichter: Viktor Kassai ( Ungarn)                              | | |                   |
| Spielbericht                                                         | | |                   |

### Manchester United – Dynamo Kiew 4:0 (2:0)
| Manchester United                                                   | Manchester United | Dynamo Kiew | Dynamo Kiew |
| ------------------------------------------------------------------- | --- | --- | ----------- |
| Manchester United                                                   | \| 4. Gruppenspiel \| \| Mittwoch, 7. November 2007 um 20:45 Uhr in Manchester, Old Trafford \| \| Zuschauer: 75.017 \| \| Schiedsrichter: Jan Wegereef ( Niederlande) \| \| Spielbericht \|                                                              | \| 4. Gruppenspiel \| \| Mittwoch, 7. November 2007 um 20:45 Uhr in Manchester, Old Trafford \| \| Zuschauer: 75.017 \| \| Schiedsrichter: Jan Wegereef ( Niederlande) \| \| Spielbericht \|                                                                                      | Dynamo Kiew |
| Manchester United                                                   | Edwin van der Sar (46. Tomasz Kuszczak) – Danny Simpson, Gerard Piqué (73. Jonny Evans), Nemanja Vidić, Patrice Evra – Cristiano Ronaldo, Darren Fletcher, Michael Carrick, Nani – Carlos Tévez (68. Louis Saha), Wayne Rooney Cheftrainer: Alex Ferguson | Oleksandr Schowkowskyj – Marjan Marković, Serhij Fedorow, Pape Diakhaté, Badr El Kaddouri – Wladyslaw Waschtschuk – Ruslan Rotan (46. Serhij Rebrow), Tiberiu Ghioane, Corrêa, Oleh Hussjew (46. Diogo Rincon) – Artem Milewskyj (76. Ismaël Bangoura) Cheftrainer: Oleh Luschnyj | Dynamo Kiew |
| Manchester United                                                   | 1:0 Piqué (31.) 2:0 Tévez (37.) 3:0 Rooney (76.) 4:0 Cristiano Ronaldo (88.) | | Dynamo Kiew |
| Manchester United                                                   | Rooney (18.) | Diakhaté (32.), Corrêa (37.) | Dynamo Kiew |
| 4. Gruppenspiel                                                     | | |             |
| Mittwoch, 7. November 2007 um 20:45 Uhr in Manchester, Old Trafford | | |             |
| Zuschauer: 75.017                                                   | | |             |
| Schiedsrichter: Jan Wegereef ( Niederlande)                         | | |             |
| Spielbericht                                                        | | |             |

### Manchester United – Sporting Lissabon 2:1 (0:1)
| Manchester United                                                    | Manchester United | Sporting Lissabon | Sporting Lissabon |
| -------------------------------------------------------------------- | --- | --- | ----------------- |
| Manchester United                                                    | \| 5. Gruppenspiel \| \| Dienstag, 27. November 2007 um 20:45 Uhr in Manchester, Old Trafford \| \| Zuschauer: 74.162 \| \| Schiedsrichter: Claus Bo Larsen ( Dänemark) \| \| Spielbericht \|                                                      | \| 5. Gruppenspiel \| \| Dienstag, 27. November 2007 um 20:45 Uhr in Manchester, Old Trafford \| \| Zuschauer: 74.162 \| \| Schiedsrichter: Claus Bo Larsen ( Dänemark) \| \| Spielbericht \|                                                   | Sporting Lissabon |
| Manchester United                                                    | Tomasz Kuszczak – John O’Shea, Rio Ferdinand , Nemanja Vidić, Patrice Evra – Darren Fletcher (46. Carlos Tévez), Michael Carrick, Anderson – Cristiano Ronaldo, Louis Saha (79. Owen Hargreaves), Nani (46. Ryan Giggs) Cheftrainer: Alex Ferguson | Rui Patrício – Abel, Tonel, Ânderson Polga, Marián Had – Miguel Veloso – João Moutinho , Marat Ismailow (81. Bruno Pereirinha) – Leandro Romagnoli (67. Simon Vukčević) – Milan Purović (81. Pontus Farnerud), Liédson Cheftrainer: Paulo Bento | Sporting Lissabon |
| Manchester United                                                    | 1:1 Tévez (61.) 2:1 Cristiano Ronaldo (90.+2') | 0:1 Abel (22.) | Sporting Lissabon |
| Manchester United                                                    | Cristiano Ronaldo (80.), Evra (83.) | Had (47.), Polga (88.) | Sporting Lissabon |
| 5. Gruppenspiel                                                      | | |                   |
| Dienstag, 27. November 2007 um 20:45 Uhr in Manchester, Old Trafford | | |                   |
| Zuschauer: 74.162                                                    | | |                   |
| Schiedsrichter: Claus Bo Larsen ( Dänemark)                          | | |                   |
| Spielbericht                                                         | | |                   |

### AS Rom – Manchester United 1:1 (0:1)
| AS Rom                                                           | AS Rom | Manchester United | Manchester United |
| ---------------------------------------------------------------- | --- | --- | ----------------- |
| AS Rom                                                           | \| 6. Gruppenspiel \| \| Mittwoch, 12. Dezember 2007 um 20:45 Uhr in Rom, Stadio Olimpico \| \| Zuschauer: 29.490 \| \| Schiedsrichter: Martin Hansson ( Schweden) \| \| Spielbericht \|                                                                  | \| 6. Gruppenspiel \| \| Mittwoch, 12. Dezember 2007 um 20:45 Uhr in Rom, Stadio Olimpico \| \| Zuschauer: 29.490 \| \| Schiedsrichter: Martin Hansson ( Schweden) \| \| Spielbericht \|                                 | Manchester United |
| AS Rom                                                           | Doni – Cicinho, Matteo Ferrari, Philippe Mexès, Vitorino Antunes – Ahmed Barusso (62. Ludovic Giuly), David Pizarro – Mauro Esposito (62. Mirko Vučinić), Rodrigo Taddei (46. Daniele De Rossi), Mancini – Francesco Totti Cheftrainer: Luciano Spalletti | Tomasz Kuszczak – Danny Simpson, Gerard Piqué, Jonny Evans, John O’Shea (54. Wes Brown) – Chris Eagles, Darren Fletcher, Michael Carrick, Nani – Louis Saha, Wayne Rooney (72. Dong Fangzhuo) Cheftrainer: Alex Ferguson | Manchester United |
| AS Rom                                                           | 1:1 Mancini (71.) | 0:1 Piqué (34.) | Manchester United |
| AS Rom                                                           | Barusso (49.) | | Manchester United |
| 6. Gruppenspiel                                                  | | |                   |
| Mittwoch, 12. Dezember 2007 um 20:45 Uhr in Rom, Stadio Olimpico | | |                   |
| Zuschauer: 29.490                                                | | |                   |
| Schiedsrichter: Martin Hansson ( Schweden)                       | | |                   |
| Spielbericht                                                     | | |                   |

### Abschlusstabelle der Gruppe F
| Pl. | Verein            | Sp. | S | U | N | Tore    | Diff. | Punkte |
| --- | ----------------- | --- | - | - | - | ------- | ----- | ------ |
| 1.  | Manchester United | 6   | 5 | 1 | 0 | 013:400 | +9    | 16     |
| 2.  | AS Rom            | 6   | 3 | 2 | 1 | 011:600 | +5    | 11     |
| 3.  | Sporting Lissabon | 6   | 2 | 1 | 3 | 009:800 | +1    | 07     |
| 4.  | Dynamo Kiew       | 6   | 0 | 0 | 6 | 004:190 | −15   | 0      |

## Achtelfinale

### Olympique Lyon – Manchester United 1:1 (0:1)
| Olympique Lyon                                                 | Olympique Lyon | Manchester United | Manchester United |
| -------------------------------------------------------------- | --- | --- | ----------------- |
| Olympique Lyon                                                 | \| Achtelfinale, Hinspiel \| \| Mittwoch, 20. Februar 2008 um 20:45 Uhr in Lyon, Stade Gerland \| \| Zuschauer: 39.230 (ausverkauft) \| \| Schiedsrichter: Luis Medina Cantalejo ( Spanien) \| \| Spielbericht \|                                                   | \| Achtelfinale, Hinspiel \| \| Mittwoch, 20. Februar 2008 um 20:45 Uhr in Lyon, Stade Gerland \| \| Zuschauer: 39.230 (ausverkauft) \| \| Schiedsrichter: Luis Medina Cantalejo ( Spanien) \| \| Spielbericht \|                                 | Manchester United |
| Olympique Lyon                                                 | Grégory Coupet – Anthony Réveillère, Sébastien Squillaci, Jean-Alain Boumsong, Fabio Grosso – Jérémy Toulalan, Kim Källström – François Clerc (78. Hatem Ben Arfa), Juninho (74. Mathieu Bodmer), Sidney Govou – Karim Benzema (83. Fred) Cheftrainer: Alain Perrin | Edwin van der Sar – Wes Brown, Rio Ferdinand, Nemanja Vidić, Patrice Evra – Owen Hargreaves (78. Michael Carrick) – Cristiano Ronaldo, Paul Scholes (65. Carlos Tévez), Anderson, Ryan Giggs (65. Nani) – Wayne Rooney Cheftrainer: Alex Ferguson | Manchester United |
| Olympique Lyon                                                 | 1:0 Benzema (54.) | 1:1 Tévez (87.) | Manchester United |
| Olympique Lyon                                                 | Réveillère (34.), Källström (36.), Boumsong (39.) | Hargreaves (39.) | Manchester United |
| Achtelfinale, Hinspiel                                         | | |                   |
| Mittwoch, 20. Februar 2008 um 20:45 Uhr in Lyon, Stade Gerland | | |                   |
| Zuschauer: 39.230 (ausverkauft)                                | | |                   |
| Schiedsrichter: Luis Medina Cantalejo ( Spanien)               | | |                   |
| Spielbericht                                                   | | |                   |

### Manchester United – Olympique Lyon 1:0 (1:0)
| Manchester United                                               | Manchester United | Olympique Lyon | Olympique Lyon |
| --------------------------------------------------------------- | --- | --- | -------------- |
| Manchester United                                               | \| Achtelfinale, Rückspiel \| \| Dienstag, 4. März 2008 um 20:45 Uhr in Manchester, Old Trafford \| \| Zuschauer: 75.521 \| \| Schiedsrichter: Roberto Rosetti ( Italien) \| \| Spielbericht \|                                        | \| Achtelfinale, Rückspiel \| \| Dienstag, 4. März 2008 um 20:45 Uhr in Manchester, Old Trafford \| \| Zuschauer: 75.521 \| \| Schiedsrichter: Roberto Rosetti ( Italien) \| \| Spielbericht \|                                 | Olympique Lyon |
| Manchester United                                               | Edwin van der Sar – Wes Brown, Rio Ferdinand , Nemanja Vidić, Patrice Evra – Darren Fletcher, Michael Carrick, Anderson (70. Carlos Tévez) – Cristiano Ronaldo (90.+2' Owen Hargreaves), Wayne Rooney, Nani Cheftrainer: Alex Ferguson | Grégory Coupet – François Clerc, Sébastien Squillaci, Cris, Fabio Grosso – Jérémy Toulalan, Kim Källström (79. Fred) – Sidney Govou (68. Abdul Kader Keïta), Juninho , Hatem Ben Arfa – Karim Benzema Cheftrainer: Alain Perrin | Olympique Lyon |
| Manchester United                                               | 1:0 Cristiano Ronaldo (41.) | | Olympique Lyon |
| Manchester United                                               | Evra (4.), Nani (43.), Fletcher (74.) | Grosso (24.), Squillaci (56.) | Olympique Lyon |
| Achtelfinale, Rückspiel                                         | | |                |
| Dienstag, 4. März 2008 um 20:45 Uhr in Manchester, Old Trafford | | |                |
| Zuschauer: 75.521                                               | | |                |
| Schiedsrichter: Roberto Rosetti ( Italien)                      | | |                |
| Spielbericht                                                    | | |                |

## Viertelfinale

### AS Rom – Manchester United 0:2 (0:1)
| AS Rom                                                       | AS Rom | Manchester United | Manchester United |
| ------------------------------------------------------------ | --- | --- | ----------------- |
| AS Rom                                                       | \| Viertelfinale, Hinspiel \| \| Dienstag, 1. April 2008 um 20:45 Uhr in Rom, Stadio Olimpico \| \| Zuschauer: 60.931 \| \| Schiedsrichter: Frank De Bleeckere ( Belgien) \| \| Spielbericht \|                                                            | \| Viertelfinale, Hinspiel \| \| Dienstag, 1. April 2008 um 20:45 Uhr in Rom, Stadio Olimpico \| \| Zuschauer: 60.931 \| \| Schiedsrichter: Frank De Bleeckere ( Belgien) \| \| Spielbericht \|                                                            | Manchester United |
| AS Rom                                                       | Doni – Marco Cassetti, Christian Panucci , Philippe Mexès, Max Tonetto (68. Cicinho) – Daniele De Rossi, David Pizarro – Rodrigo Taddei (59. Ludovic Giuly), Alberto Aquilani (77. Mauro Esposito), Mancini – Mirko Vučinić Cheftrainer: Luciano Spalletti | Edwin van der Sar – Wes Brown, Rio Ferdinand , Nemanja Vidić (33. John O’Shea), Patrice Evra – Michael Carrick, Paul Scholes, Anderson (55. Owen Hargreaves) – Cristiano Ronaldo, Wayne Rooney (84. Carlos Tévez), Park Ji-sung Cheftrainer: Alex Ferguson | Manchester United |
| AS Rom                                                       | 0:1 Cristiano Ronaldo (39.) 0:2 Rooney (66.) | | Manchester United |
| AS Rom                                                       | Pizarro (45.+3'), Mexès (53.) | Anderson (45.+2') | Manchester United |
| Viertelfinale, Hinspiel                                      | | |                   |
| Dienstag, 1. April 2008 um 20:45 Uhr in Rom, Stadio Olimpico | | |                   |
| Zuschauer: 60.931                                            | | |                   |
| Schiedsrichter: Frank De Bleeckere ( Belgien)                | | |                   |
| Spielbericht                                                 | | |                   |

### Manchester United – AS Rom 1:0 (0:0)
| Manchester United                                                | Manchester United | AS Rom | AS Rom |
| ---------------------------------------------------------------- | --- | --- | ------ |
| Manchester United                                                | \| Achtelfinale, Rückspiel \| \| Mittwoch, 9. April 2008 um 20:45 Uhr in Manchester, Old Trafford \| \| Zuschauer: 74.423 \| \| Schiedsrichter: Tom Henning Øvrebø ( Norwegen) \| \| Spielbericht \|                                                  | \| Achtelfinale, Rückspiel \| \| Mittwoch, 9. April 2008 um 20:45 Uhr in Manchester, Old Trafford \| \| Zuschauer: 74.423 \| \| Schiedsrichter: Tom Henning Øvrebø ( Norwegen) \| \| Spielbericht \|                                                   | AS Rom |
| Manchester United                                                | Edwin van der Sar – Wes Brown, Rio Ferdinand, Gerard Piqué, Mikaël Silvestre – Owen Hargreaves, Michael Carrick (74. John O’Shea), Anderson (81. Gary Neville) – Park Ji-sung, Carlos Tévez, Ryan Giggs (74. Wayne Rooney) Cheftrainer: Alex Ferguson | Doni – Christian Panucci , Juan, Philippe Mexès, Marco Cassetti (56. Max Tonetto) – Daniele De Rossi, David Pizarro (69. Ludovic Giuly) – Rodrigo Taddei (81. Mauro Esposito), Simone Perrotta, Mancini – Mirko Vučinić Cheftrainer: Luciano Spalletti | AS Rom |
| Manchester United                                                | 1:0 Tévez (70.) | | AS Rom |
| Manchester United                                                | Perrotta (73.) | | AS Rom |
| Achtelfinale, Rückspiel                                          | | |        |
| Mittwoch, 9. April 2008 um 20:45 Uhr in Manchester, Old Trafford | | |        |
| Zuschauer: 74.423                                                | | |        |
| Schiedsrichter: Tom Henning Øvrebø ( Norwegen)                   | | |        |
| Spielbericht                                                     | | |        |

## Halbfinale

### FC Barcelona – Manchester United 0:0
| FC Barcelona                                                 | FC Barcelona | Manchester United | Manchester United |
| ------------------------------------------------------------ | --- | --- | ----------------- |
| FC Barcelona                                                 | \| Halbfinale, Hinspiel \| \| Mittwoch, 23. April 2008 um 20:45 Uhr in Barcelona, Camp Nou \| \| Zuschauer: 95.949 \| \| Schiedsrichter: Massimo Busacca ( Schweiz) \| \| Spielbericht \|                                | \| Halbfinale, Hinspiel \| \| Mittwoch, 23. April 2008 um 20:45 Uhr in Barcelona, Camp Nou \| \| Zuschauer: 95.949 \| \| Schiedsrichter: Massimo Busacca ( Schweiz) \| \| Spielbericht \|                                         | Manchester United |
| FC Barcelona                                                 | Víctor Valdés – Gianluca Zambrotta, Rafael Márquez, Gabriel Milito, Éric Abidal – Xavi , Yaya Touré, Deco (77. Thierry Henry) – Lionel Messi (62. Bojan Krkić), Samuel Eto’o, Andrés Iniesta Cheftrainer: Frank Rijkaard | Edwin van der Sar – Owen Hargreaves, Rio Ferdinand , Wes Brown, Patrice Evra – Cristiano Ronaldo, Michael Carrick, Paul Scholes, Park Ji-sung – Carlos Tévez (85. Ryan Giggs), Wayne Rooney (76. Nani) Cheftrainer: Alex Ferguson | Manchester United |
| FC Barcelona                                                 | Márquez (44.) | Hargreaves (73.) | Manchester United |
| FC Barcelona                                                 | Cristiano Ronaldo verschießt Foulelfmeter (3.) | | Manchester United |
| Halbfinale, Hinspiel                                         | | |                   |
| Mittwoch, 23. April 2008 um 20:45 Uhr in Barcelona, Camp Nou | | |                   |
| Zuschauer: 95.949                                            | | |                   |
| Schiedsrichter: Massimo Busacca ( Schweiz)                   | | |                   |
| Spielbericht                                                 | | |                   |

### Manchester United – FC Barcelona 1:0 (1:0)
| Manchester United                                                | Manchester United | FC Barcelona | FC Barcelona |
| ---------------------------------------------------------------- | --- | --- | ------------ |
| Manchester United                                                | \| Halbfinale, Rückspiel \| \| Mittwoch, 9. April 2008 um 20:45 Uhr in Manchester, Old Trafford \| \| Zuschauer: 75.061 \| \| Schiedsrichter: Herbert Fandel ( Deutschland) \| \| Spielbericht \|                                                               | \| Halbfinale, Rückspiel \| \| Mittwoch, 9. April 2008 um 20:45 Uhr in Manchester, Old Trafford \| \| Zuschauer: 75.061 \| \| Schiedsrichter: Herbert Fandel ( Deutschland) \| \| Spielbericht \|                                             | FC Barcelona |
| Manchester United                                                | Edwin van der Sar – Owen Hargreaves, Rio Ferdinand , Wes Brown, Patrice Evra (90.+3' Mikaël Silvestre) – Park Ji-sung, Michael Carrick, Paul Scholes (76. Darren Fletcher), Nani (76. Ryan Giggs) – Cristiano Ronaldo – Carlos Tévez Cheftrainer: Alex Ferguson | Víctor Valdés – Gianluca Zambrotta, Carles Puyol , Gabriel Milito, Éric Abidal – Xavi, Yaya Touré (88. Eiður Guðjohnsen), Deco – Lionel Messi, Samuel Eto’o (72. Bojan Krkić), Andrés Iniesta (60. Thierry Henry) Cheftrainer: Frank Rijkaard | FC Barcelona |
| Manchester United                                                | 1:0 Scholes (14.) | | FC Barcelona |
| Manchester United                                                | Carrick (63.), Cristiano Ronaldo (68.) | Zambrotta (52.), Deco (54.), Touré (70.) | FC Barcelona |
| Halbfinale, Rückspiel                                            | | |              |
| Mittwoch, 9. April 2008 um 20:45 Uhr in Manchester, Old Trafford | | |              |
| Zuschauer: 75.061                                                | | |              |
| Schiedsrichter: Herbert Fandel ( Deutschland)                    | | |              |
| Spielbericht                                                     | | |              |

## Finale

### Manchester United – FC Chelsea 6:5 i.E., 1:1 (1:1, 1:1)
| Manchester United                                                       | Manchester United | FC Chelsea | FC Chelsea |
| ----------------------------------------------------------------------- | --- | --- | ---------- |
| Manchester United                                                       | \| Finale \| \| Mittwoch, 21. Mai 2008 um 20:45 Uhr in Moskau, Olympiastadion Luschniki \| \| Zuschauer: 69.500 (ausverkauft) \| \| Schiedsrichter: Ľuboš Micheľ ( Slowakei) \| \| Spielbericht \|                                                     | \| Finale \| \| Mittwoch, 21. Mai 2008 um 20:45 Uhr in Moskau, Olympiastadion Luschniki \| \| Zuschauer: 69.500 (ausverkauft) \| \| Schiedsrichter: Ľuboš Micheľ ( Slowakei) \| \| Spielbericht \|                                                                | FC Chelsea |
| Manchester United                                                       | Edwin van der Sar – Wes Brown (120.+5' Anderson), Rio Ferdinand , Nemanja Vidić, Patrice Evra – Owen Hargreaves, Michael Carrick, Paul Scholes (87. Ryan Giggs), Cristiano Ronaldo – Carlos Tévez, Wayne Rooney (101. Nani) Cheftrainer: Alex Ferguson | Petr Čech – Michael Essien, Ricardo Carvalho, John Terry , Ashley Cole – Claude Makélélé (120.+4' Juliano Belletti) – Michael Ballack, Frank Lampard – Joe Cole (99. Nicolas Anelka), Didier Drogba, Florent Malouda (92. Salomon Kalou) Cheftrainer: Avram Grant | FC Chelsea |
| Manchester United                                                       | 1:0 Cristiano Ronaldo (26.) | 1:1 Lampard (45.) | FC Chelsea |
| Manchester United                                                       | Elfmeterschießen | | FC Chelsea |
| Manchester United                                                       | 1:0 Tévez 2:1 Carrick Čech hält gegen Cristiano Ronaldo 3:3 Hargreaves 4:4 Nani 5:4 Anderson 6:5 Giggs | 1:1 Ballack 2:2 Belletti 2:3 Lampard 3:4 Cole Terry trifft den Pfosten 5:5 Kalou van der Sar hält gegen Anelka | FC Chelsea |
| Manchester United                                                       | Scholes (22.), Ferdinand (43.), Vidić (111.), Tévez (116.) | Makélélé (22.), Carvalho (45.+2'), Ballack (116.) | FC Chelsea |
| Manchester United                                                       | Drogba (116.) | | FC Chelsea |
| Finale                                                                  | | |            |
| Mittwoch, 21. Mai 2008 um 20:45 Uhr in Moskau, Olympiastadion Luschniki | | |            |
| Zuschauer: 69.500 (ausverkauft)                                         | | |            |
| Schiedsrichter: Ľuboš Micheľ ( Slowakei)                                | | |            |
| Spielbericht                                                            | | |            |

## Galerie

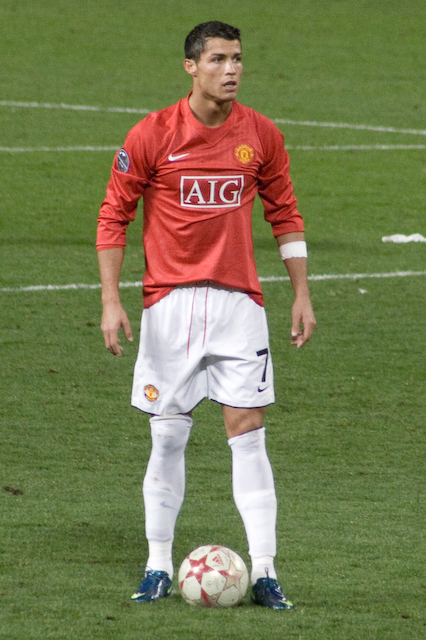
Cristiano Ronaldo
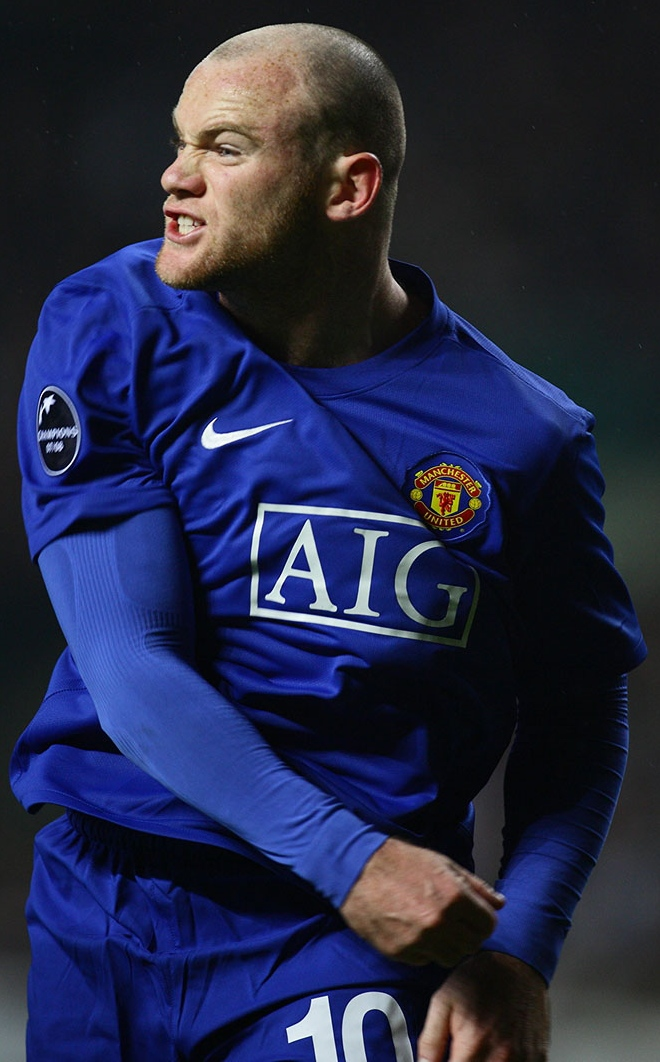
Wayne Rooney
Rio Ferdinand
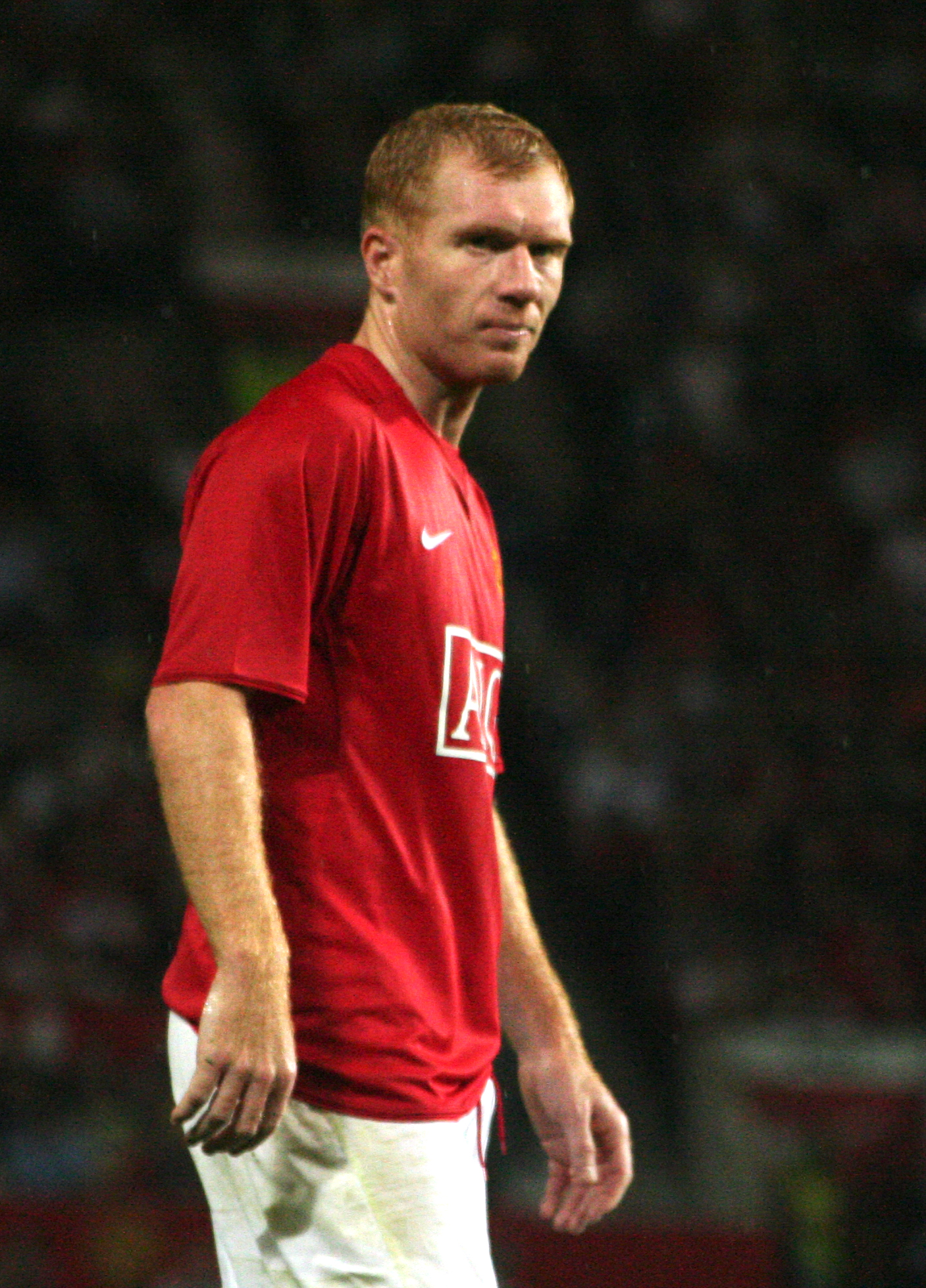
Paul Scholes
Patrice Evra
Ryan Giggs
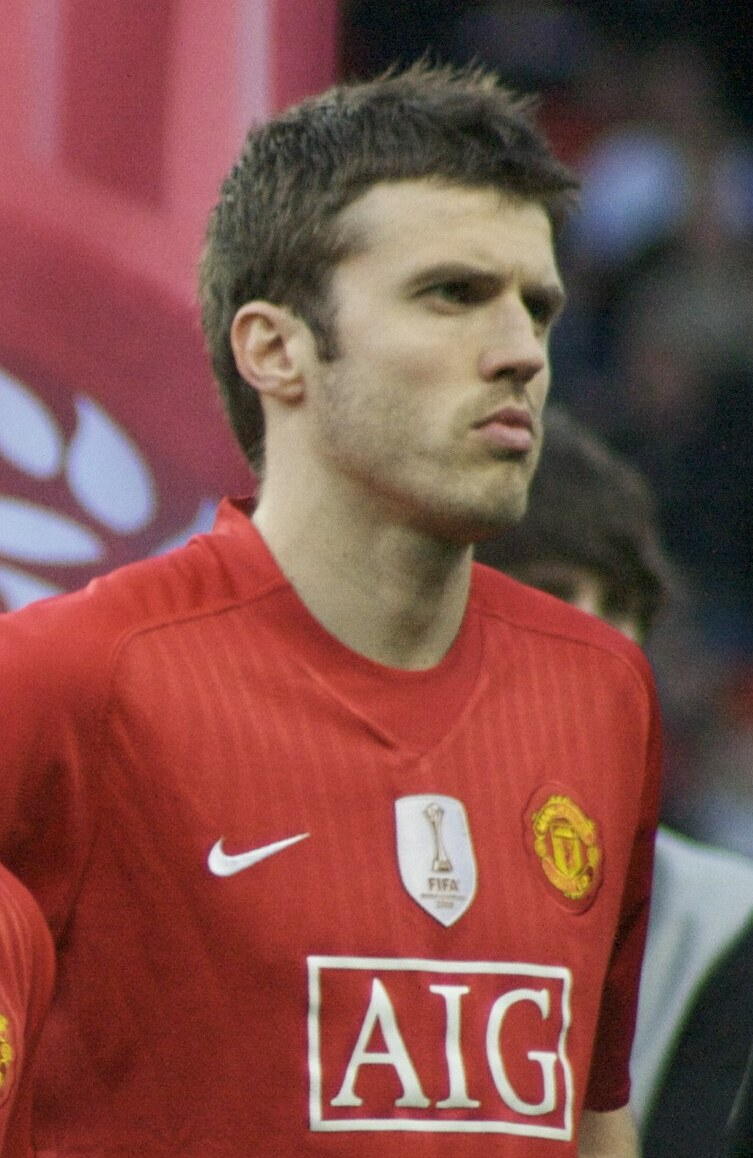
Michael Carrick
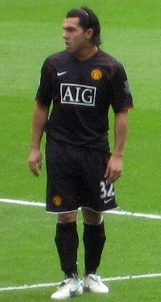
Carlos Tévez
Nani
Wes Brown
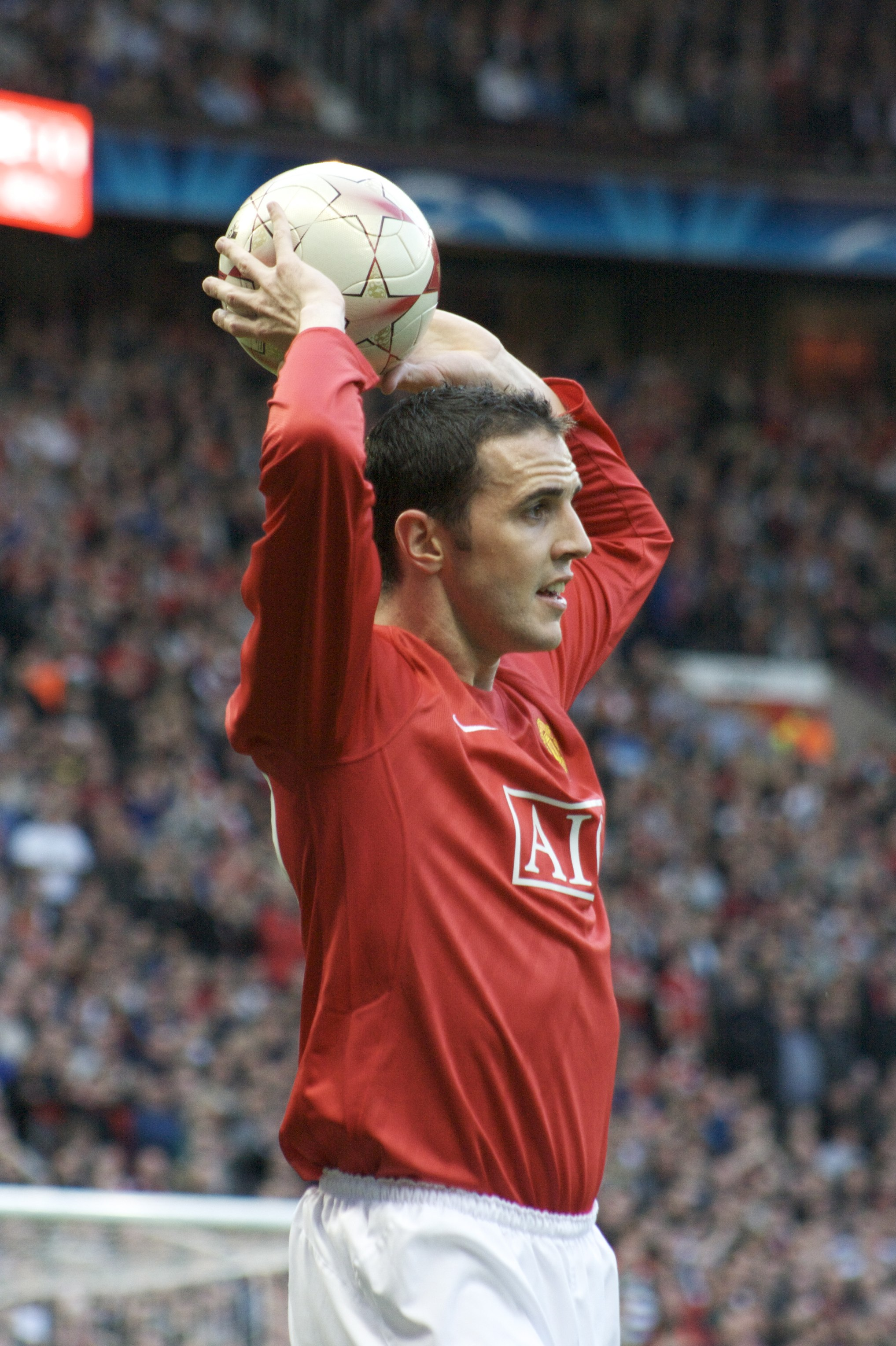
John O’Shea
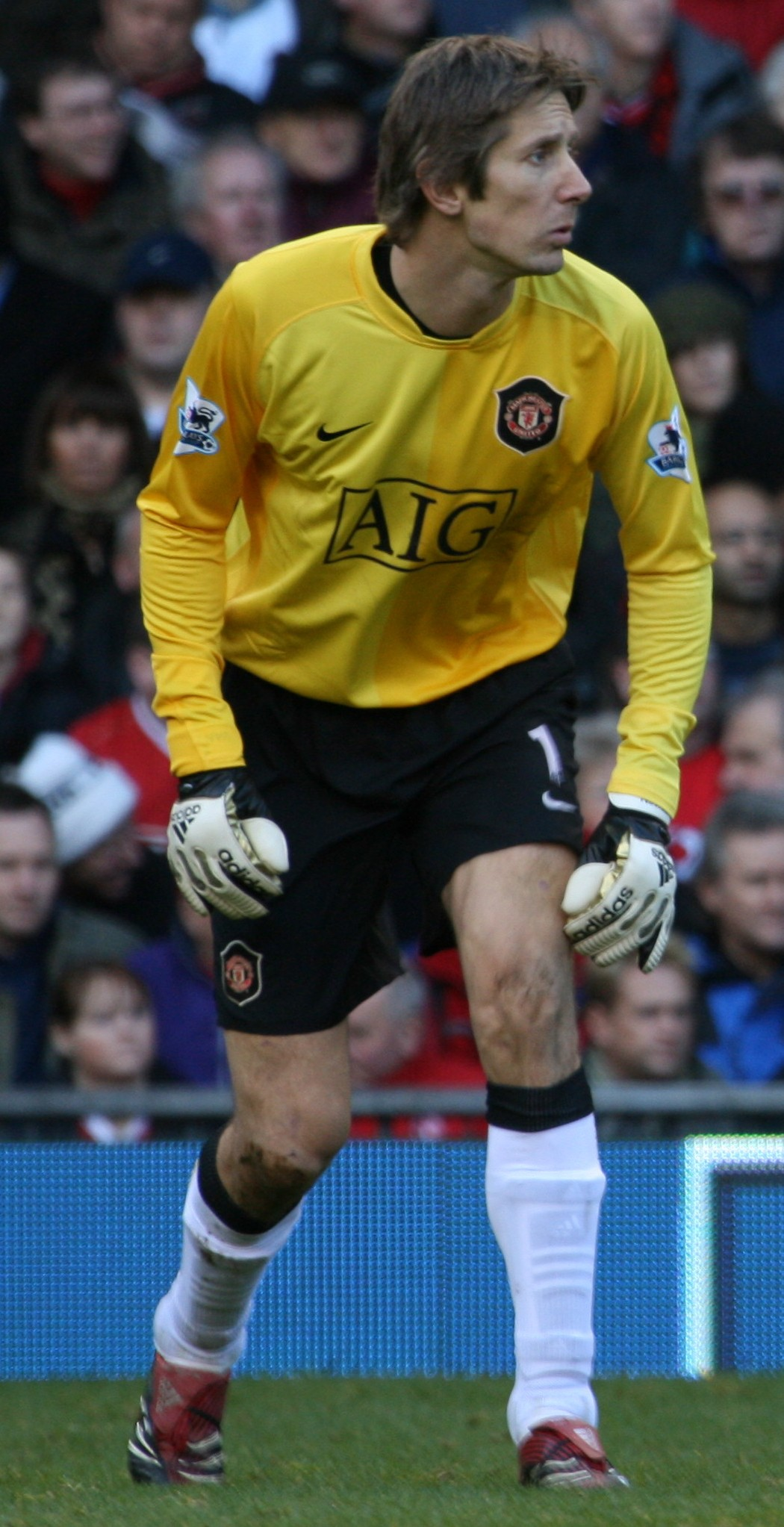
Edwin van der Sar
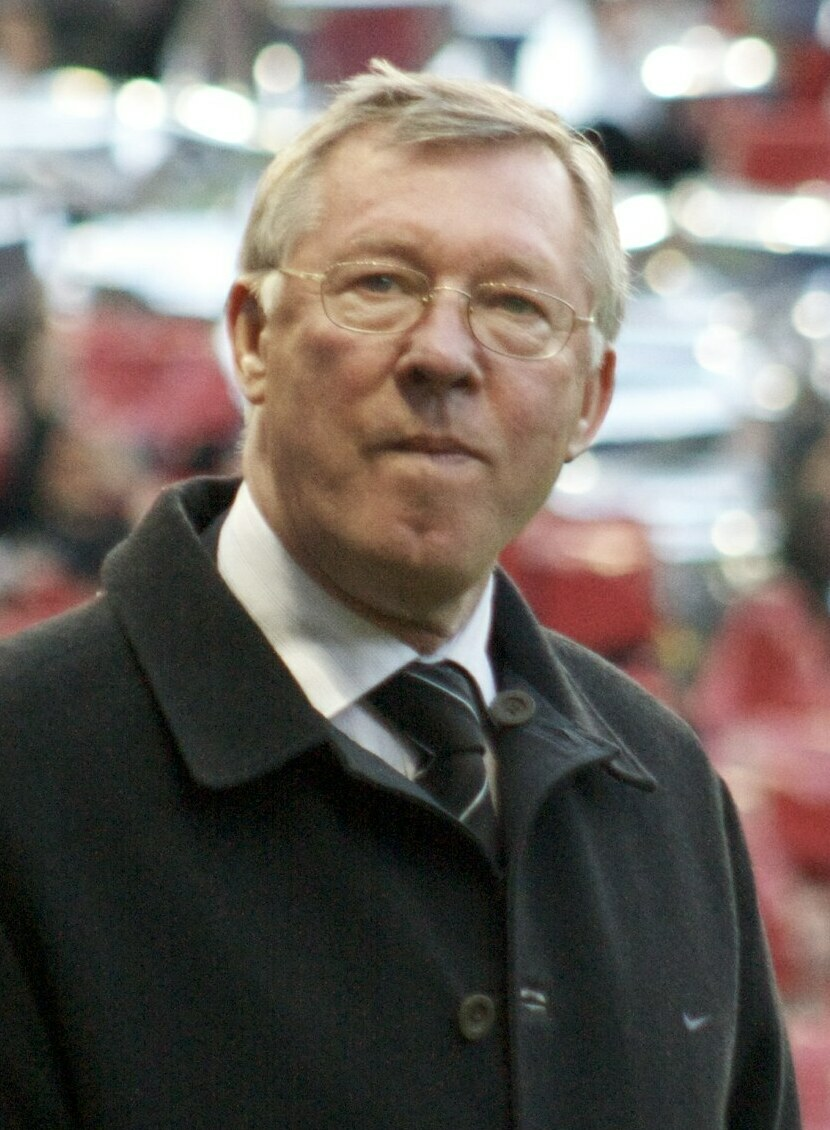
Alex Ferguson